# Ybbstal
Das Ybbstal [ˈɪpstal] ist ein Tal in den Ybbstaler Voralpen im westlichen Niederösterreich. Es verläuft oberhalb von Hollenstein an der Ybbs in Ost-West-Richtung und unterhalb davon in Süd-Nord-Richtung und wird durch die Ybbs zur Donau entwässert.

## Landschaft
Von Lunz am See bis zum Zusammenfluss mit der Kleinen Ybbs zwischen Opponitz und Waidhofen an der Ybbs wird das Tal von bewaldeten Bergen begrenzt. Von Lunz bis Opponitz hat das Tal einen etwa 200 bis 500 Meter breiten Talboden, auf dem zum überwiegenden Teil Wiesen gedeihen. Enger ist das Tal nur an wenigen Stellen, etwa zwischen Göstling an der Ybbs und Kogelsbach, sowie an kurzen Passagen bei St. Georgen am Reith und Hollenstein. Ab Opponitz wird das tal enger, ehe es im Ofenloch zu einer Schlucht wird. Nach dieser etwa drei Kilometer langen Engstelle weitet sich das Tal wieder etwas. Im Bereich der Mündung tritt das Tal aus dem Bereich der Kalkalpen in den Bereich der Flyschzone über, wobei sich der Charakter der Landschaft grundlegend ändert. Während die Ybbs selbst hier meist tief eingeschnitten dahinfließt, ist das Tal weiter. Hier befindet sich auch die Stadt Waidhofen an der Ybbs. Nördlich von Kematen an der Ybbs ändert das Ybbstal nochmals seinen Charakter. Die Ybbs durchfließt ab hier breite Ebenen wie die Amstettner Heide oder das Ybbsfeld. Das Tal ist hier als solches kaum mehr zu erkennen.

## Wirtschaft

### Landwirtschaft
Das Ybbstal ist – als Teil des danach benannten Mostviertels – eine traditionelle Obstbauregion, in der vor allem Äpfel und Birnen kultiviert werden. Das geerntete Obst (auch Fallobst) wird zu einem Teil in häuslicher Pressung zu Most verarbeitet, weswegen das Ybbstal zum niederösterreichischen Mostviertel gezählt wird. Allerdings wird heute auch sehr viel Obst industriell zu Fruchtsäften verarbeitet. So hat beispielsweise die Firma Eckes-Granini GmbH & Co. KG im Ybbstal einen Standort, deren hier erzeugte Säfte unter dem Namen YO (Ybbstaler Obstverwertung) vermarktet werden. 
Im Ybbstal gedeiht auch die seltene Kornelkirsche, die in Österreich als Dirndl bezeichnet wird. Diese – bzw. deren Nutzung – wurde ins Register der Traditionellen Lebensmittel Österreichs aufgenommen, als geschütztes Kulturgut. Sie ist aber das Leitprodukt der benachbarten Genussregion Pielachtal, das Leitprodukt der Genussregion Ybbstal ist die Ybbstal Forelle, weil der Fisch, als Wildfang wie auch aus Teichzucht, eine zunehmend wirtschaftlich-touristische bedeutende Rolle spielt. Ein wichtiger Erwerbszweig in der Landschaft ist auch die Viehzucht.

### Industrie
Die bedeutendste Stadt im Ybbstal ist Waidhofen an der Ybbs mit rund 11.000 Einwohnern. Durch die Wasserkraft der Ybbs war im Ybbstal schon lange die Kleineisenindustrie beheimatet. Daher gehört das Tal zum Gebiet der Eisenwurzen. Heute gibt es einige größere Industriebetriebe wie Werke der voestalpine in den Gemeinden Sonntagberg und Kematen an der Ybbs, die Bene AG in Waidhofen an der Ybbs sowie die Papierfabriken der Mondi in Kematen und Ulmerfeld-Hausmening.

## Verkehr
Bahnmäßig ist das Ybbstal durch die Ybbstalbahn von Waidhofen nach Lunz am See und durch einen Seitenzweig der Rudolfsbahn von Amstetten bis Waidhofen erschlossen. Der Betrieb der Ybbstalbahn wurde von Seiten der ÖBB am 11. Dezember 2010 eingestellt. Straßenmäßig erschließen das Ybbstal die B121, die Weyerer Straße von Amstetten bis Waidhofen, die B31 Ybbstal Straße zwischen Waidhofen und Göstling und die B25 Erlauftal Straße von Göstling bis Lunz am See.